# Станисавлевич, Александар (1989)
Александар Станисавлевич (серб. Александар Станисављевић; 11 июня 1989, Пожаревац, СФРЮ) — сербский футболист, нападающий.

## Карьера
Воспитанник австрийского футбола. На взрослом уровне начал играть в 2008 году в составе клуба «Вольфсберг», за который сыграл 11 матчей и забил 1 гол в третьей лиге Австрии. Также выступал за другие клубы лиги «Хорн» и «Остбан XI». В 2011 году подписал контракт с клубом второй лиги «Фёрст Виенна», в котором завершил сезон. Летом того же года «Залаэгерсег», за который сыграл 3 матча в Высшей лиге Венгрии. Зимой 2012 года вернулся в Австрию, где выступал за клуб третьей лиги «Золленау» и четвёртой лиги «Форвертс». Сезон 2013/14 начал в составе клуба второй лиги Сербии «Слога (Петровац-на-Млави)», однако по ходу сезона перебрался в клуб из Высшей лиги «ОФК Белград». Позже выступал за другие клубы лиги «Доньи Срем» и «Войводина». Зимой 2016 года игрок подписал контракт с клубом чемпионата Греции.
9 февраля 2018 года вернулся в Сербию, в команду «Раднички Ниш». Также успел поиграть за сербский «Вождовац».
В начале 2020 года перешёл в «Каспий».